# William Edward Lori
William Edward Lori OESSH (* 6. května 1939 Louisville) je americký římskokatolický kněz, arcibiskup Baltimoru,  velkopřevor místodržitelství Řádu Božího Hrobu USA - Střední Atlantik.